# Story (Wyoming)
Story – jednostka osadnicza w Stanach Zjednoczonych, w stanie Wyoming, w hrabstwie Sheridan.